# Miss Exclusive
Miss Exclusive is een Belgische schoonheidswedstrijd. De verkiezing werd voor het eerst gehouden in 2010. Sinds 2014 vertegenwoordigt de winnares België op de internationale verkiezing Miss Earth. Bij Miss Exclusive wordt volgens de organisatie minder de focus gelegd op het uiterlijk en tevens spelen zorg voor het milieu en klimaat een rol.
In 2015 en 2016 kwam de organisatie in opspraak vanwege malversaties door een van de organisatoren. Een aantal deelneemsters trok zich uit de competitie terug.
Sinds 2019 presenteert Veronique De Kock de finaleshow van Miss Exclusive.
In 2021 bereikte Selena Ali als eerste Belgische de top 20 van de Miss Earth-verkiezing.
In april 2022 tekende Miss Exclusive een contract met MENT TV.
| Jaar | Naam                 | Internationaal              |
| ---- | -------------------- | --------------------------- |
| 2025 | Jera Redant          |                             |
| 2024 | Maxine Van Belleghem | Top 15 Miss Globe 2024      |
| 2023 | Jolien Pede          | 13e plaatse Miss Earth 2023 |
| 2022 | Daphné Nivelles      | 6e plaats Miss Earth 2022   |
| 2021 | Nisa Van Baelen      |                             |
| 2020 | Kimbery Bosman       |                             |
| 2019 | Caro Van Gorp        |                             |
| 2018 | Lauralyn Vermeersch  |                             |
| 2017 | Shania Labeye        |                             |
| 2016 | Fenne Verrecas       |                             |
| 2015 | Elizabeth Dwomoh     |                             |
| 2014 | Emily Van Houtte     |                             |
| 2013 | Jessica Van de Velde |                             |
| 2012 | Laeticia Wastyn      |                             |
| 2011 | Annelien Pauwels     |                             |